# Окружная улица (Львов)
Окружная улица — улица во Франковском районе Львова, одна из главных улиц местности Богдановка. Соединяет Городокскую и Кульпарковскую улицы.

## История
Улица появилась в 1920-х годах, в 1963 получила современное название. В ноябре 1966 года по Окружной от перекрестка с Любинской до Кульпарковской улицы была проложена троллейбусная линия, движение по ней никогда не прерывалось.

## Архитектура
На Окружной улице преобладает малоэтажная застройка 1910-х — 1930-х годов, также есть часть двухэтажных построек 1950-х годов и несколько типичных четырёхэтажных «хрущевок». Также присутствуют дома современной постройки. По адресу Окружная 57-а находится 6-этажный офисный центр, который был построен в 1960-х годах.

## Транспорт
Окружная улица играет значительную роль в транспортном сообщении Франковского района Львова, но при этом на участке от Городоцкой до Любинской оно одностороннее в направлении Городоцкой, на участке от Любинской до Кульпарковской — одностороннее в направлении Кульпарковской. Вся Окружная улица активно используется для движения общественного транспорта, в частности на участке Любинская — Кульпарковская функционирует троллейбусная линия.